# Copa de baloncesto de Eslovaquia
La Copa de Baloncesto de Eslovaquia (eslovaco: Slovenský pohár v basketbale mužov) es un torneo de eliminación de baloncesto que se celebra anualmente en Eslovaquia desde el año 1996. El último campeón ha sido el Levickí Patrioti, que ha conseguido en 2019 su primer título, derrotando en la final al Inter Bratislava.

## Palmarés
| - 1996 Inter Bratislava - 1997 Davay Pezinok - 1998 Chemosvit - 1999 Davay Pezinok - 2000 Davay Pezinok - 2001 Chemosvit - 2002 Davay Pezinok - 2003 Inter Bratislava - 2004 Chemosvit - 2005 Chemosvit - 2006 Spišská Nová Ves - 2007 Lučenec - 2008 Basket Pezinok - 2009 Basket Pezinok - 2010 Basket Pezinok | - 2011 no se disputó - 2012 Nitra - 2013 Komárno - 2014 Iskra Svit - 2015 Inter Bratislava - 2016 Inter Bratislava - 2017 Košice - 2018 Košice - 2019 Levickí Patrioti - 2020 Prievidza - 2021 Spišská Nová Ves - 2022 BKM Lučenec - 2023 BK Iskra Svit - 2024 Levickí Patrioti - 2025 BK Inter Bratislava |

## Títulos por club
| Club                      | Copas | Años                                     |
| ------------------------- | ----- | ---------------------------------------- |
| Basket Pezinok            | 7     | 1997, 1999, 2000, 2002, 2008, 2009, 2010 |
| Iskra Svit                | 5     | 1998, 2001, 2004, 2005, 2014             |
| Inter Bratislava          | 5     | 1996, 2003, 2015, 2016, 2025             |
| Košice                    | 2     | 2017, 2018                               |
| 04 AC LB Spišská Nová Ves | 2     | 2006, 2021                               |
| Levickí Patrioti          | 2     | 2019, 2024                               |
| Komárno                   | 1     | 2013                                     |
| Nitra                     | 1     | 2012                                     |
| Lučenec                   | 1     | 2007                                     |
| Prievidza                 | 1     | 2020                                     |
| BKM Lučenec               | 1     | 2022                                     |